# 瓦旦的酒瓶
《瓦旦的酒瓶》，為鄭文堂導演為公視人生劇展所拍攝之「部落三部曲」（分別為《瑪雅的彩虹》、《少年阿霸士》，以及《瓦旦的酒瓶》）系列之三。由尤勞．尤幹、莫子儀、吳伊婷、戴立忍、李烈主演，為電影《夢幻部落》的前身。

## 劇情簡介
泰雅原住民瓦旦在意識迷濛之際看到天使給他帶來一封信，指引他到都市去尋找他多年前遺失在水泥磚裡的皮夾。然而，這皮夾也喚起了他埋藏內心深處多年的秘密，也帶領他到都市去尋覓他從前的情人。

滿腦子日本夢的青年小莫，白天在日本料理店工作，夜晚則流連電話交友中心尋找肉體的慰藉填補內心的空虛。某天，一通神秘女孩的來電讓小莫頹廢的生活起了變化，女孩口中所訴說的小米田的故事，漸漸吸引著小莫空虛的心靈。在命運巧合地交織下，三個素未謀面的心靈，即將啟程尋找那心中的夢幻部落。

## 演員
- 尤勞．尤幹 飾 瓦旦
- 莫子儀 飾 小莫
- 吳伊婷 飾 萱萱
- 戴立忍 飾 舊書店老闆（客串）
- 李　烈 飾 女恩客（客串）

## 入圍獎項
- 2002年：電視金鐘獎「單元劇導演(導播)獎」
- 2002年：電視金鐘獎「單元劇編劇獎」
- 2002年：電視金鐘獎「單元劇男配角獎」
- 2002年：電視金鐘獎「戲劇節目單元劇獎」

## 外部連結
- 開眼電影網上《瓦旦的酒瓶》的資料（繁體中文）
- 豆瓣电影上《瓦旦的酒瓶》的資料 （简体中文）
- 互联网电影数据库（IMDb）上《瓦旦的酒瓶》的资料（英文）

| 公視主頻 週日22:00~23:30 | 公視主頻 週日22:00~23:30  | 公視主頻 週日22:00~23:30 |
| ------------------------ | ------------------------- | ------------------------ |
|                          | 瓦旦的酒瓶 （2002.04.21） |                          |
| （2002.04.14）           | （2002.04.28）            |                          |